# Gustaf Lindstedt
Gustaf Ferdinand Lindstedt, född 23 maj 1883 i Tartu, död 11 januari 1977 i Stockholm,, var en svensk jurist. Han var son till matematikprofessor Anders Lindstedt, far till kommerserådet Anders Lindstedt och advokaten Inga Lindstedt-Piltz.
Lindstedt blev juris kandidat 1904, var tillförordnad ombudsman i Stockholms stads fattigvårds- och hälsovårdsnämnd 1909-1911, blev extraordinarie assessor i Svea hovrätt 1913, hovrättsråd 1918 och var militieombudman 1919-1924. År 1921 blev han revisionssekreterare och 1924 häradshövding i Frosta och Eslövs domsaga. Därtill var Lindstedt 1912-1913 sekreterare i riksdagens lagutskott, 1914-1916 i kommittén för organisation av Stockholms kommunalförvaltning, 1917-1919 ledamot av Folkhushållningskommissionen och biträdde även flera departement vid utarbetandet av olika lagar. 
Han var sekreterare i gruvlagstiftningskommittén 1916-17 samt i mul- och klövsjukekommittén 1925. 1927-1929 var han ordförande i den första steriliseringsutredningen. 1942 utsåg regeringen honom till ledamot i processlagberedningen som utarbetade förslag till ny rättegångsbalk.
Lindstedt utgav bland annat Öfversikt af den svenska fattigvårdens historia (1915), Lagstiftning om försäkring för olycksfall i arbete (1917) och P.m. angående ordnandet av primärkrediten för vissa bostadsfastigheter (1928). År 1947 blev han juris hedersdoktor vid Lunds universitet.
Lindstedt framträdde även som politiker och kandiderade för högerpartiet vid andrakammarvalen 1928 och 1932. 
Lindstedt satt i styrelsen för Juristföreningen i Stockholm från dess grundande 1913.